# Římskokatolická farnost u kostela sv. Václava Kladno-Rozdělov
Římskokatolická farnost u kostela sv. Václava Kladno-Rozdělov je jedno z územních společenství římských katolíků v kladenském vikariátu s farním kostelem sv. Václava.

## Expozitura
Po dostavbě kostela sv. Václava stále náležel Rozdělov do kladenské farnosti, v roce 1931 zde byla zřízena tzv. expozitura a jako „expozité“ zde působili kladenští kaplani – do roku 1941 P. Jaroslav Kopřiva, P. Rajmund Tkáč (1899–1970) a nato P. Jaroslav Tománek (1913–1994). Ten administroval Rozdělov až do roku 1948, kdy uprchl nejprve do Rakouska a později do USA. Jeho nástupcem se stal P. Lubomír Neugebauer, za něho byla v Rozdělově patrně zřízena farnost.

## Farnost
Od 1. ledna 1952 byl zdejším administrátorem P. Ladislav Hlad (1908–1979), v roce 1958 přichází do Rozdělova P. Jan Lebeda (1913–1991),  bývalý spirituál pražského semináře. Jan Lebeda byl velkým ctitelem pražského biskupa Antonína Podlahy a napsal jeho životopis Sváteční člověk. Je také autorem řady bibliofilií, které zdobí grafiky Arnošta Hrabala, Jaroslava Vodrážky a byly tištěny na ručním lisu Aloise Chvály. V roce 1968 je jmenován sídelním kanovníkem Kolegiátní kapituly sv. Kosmy a Damiána ve Staré Boleslavi.

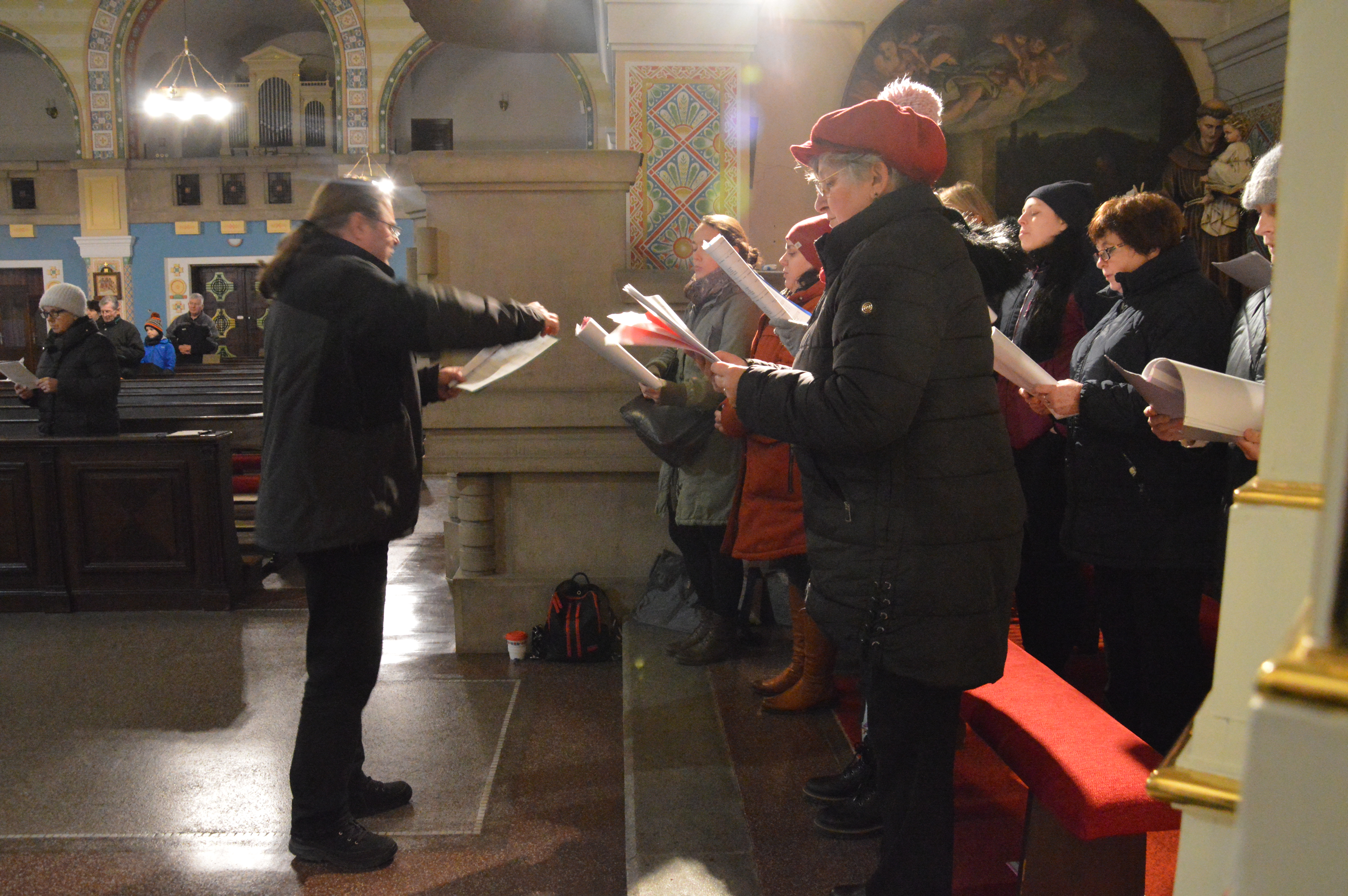
Roráty v rozdělovském kostele (2022)

Jana Lebedu následoval v rozdělovské farnosti P. Jaroslav Baštář (1914–1994) a od roku 1994 P. Bořivoj Bělík (1937–2012), který po dlouhou dobu působil na poutním místě v Hrádku u Vlašimi.
V roce 2005 se stál farářem P. Jaroslav Kučera (* 1957). Jako kněz zde často vypomáhá kladenský rodák a starozákonní biblista kanovník P. Josef Hřebík, Th. D.
Z dalších osobností spojených s kostelem je třeba zmínit i dlouholetého sbormistra a hudebního skladatele Jána Čambála (1927–2010) – zakladatele chrámového sboru Schola Cantorum Sanctae Caeciliae.
V roce svatovojtěšského milénia (1997) byl umístěn na jižní průčelí Kříž svatého otce Benedikta, který požehnal který požehnal břevnovský arciopat Anastáz Opasek.

## Sloučení farností
Od 1. ledna 2009 byly k rozdělovské farnosti přičleněny farnosti Libušín (kostely sv. Prokopa a sv. Jiří), Dřetovice, kostel sv. Václava a Buštěhrad, kostel Povýšení svatého Kříže, tamní chrámy jsou od tohoto data kostely filiálními. Budova fary (čp. 466) v ulici Vašíčkova přiléhá k severovýchodnímu rohu kostela.

## Kostely farnosti
| Kostel                  | Místo     | Bohoslužba                                                            |
| ----------------------- | --------- | --------------------------------------------------------------------- |
| Povýšení sv. Kříže      | Buštěhrad | ne 10.45                                                              |
| sv. Václava             | Dřetovice | so 15.00 pouze 2. a 4. sobota v měsíci v období od Velikonoc do Vánoc |
| sv. Václava             | Rozdělov  | út čt so 07.00 ne 08.30 po st pá 18.00                                |
| sv. Prokopa             | Libušín   | ne 16.00                                                              |
| sv. Jiří, nad Libušínem | Libušín   |                                                                       |

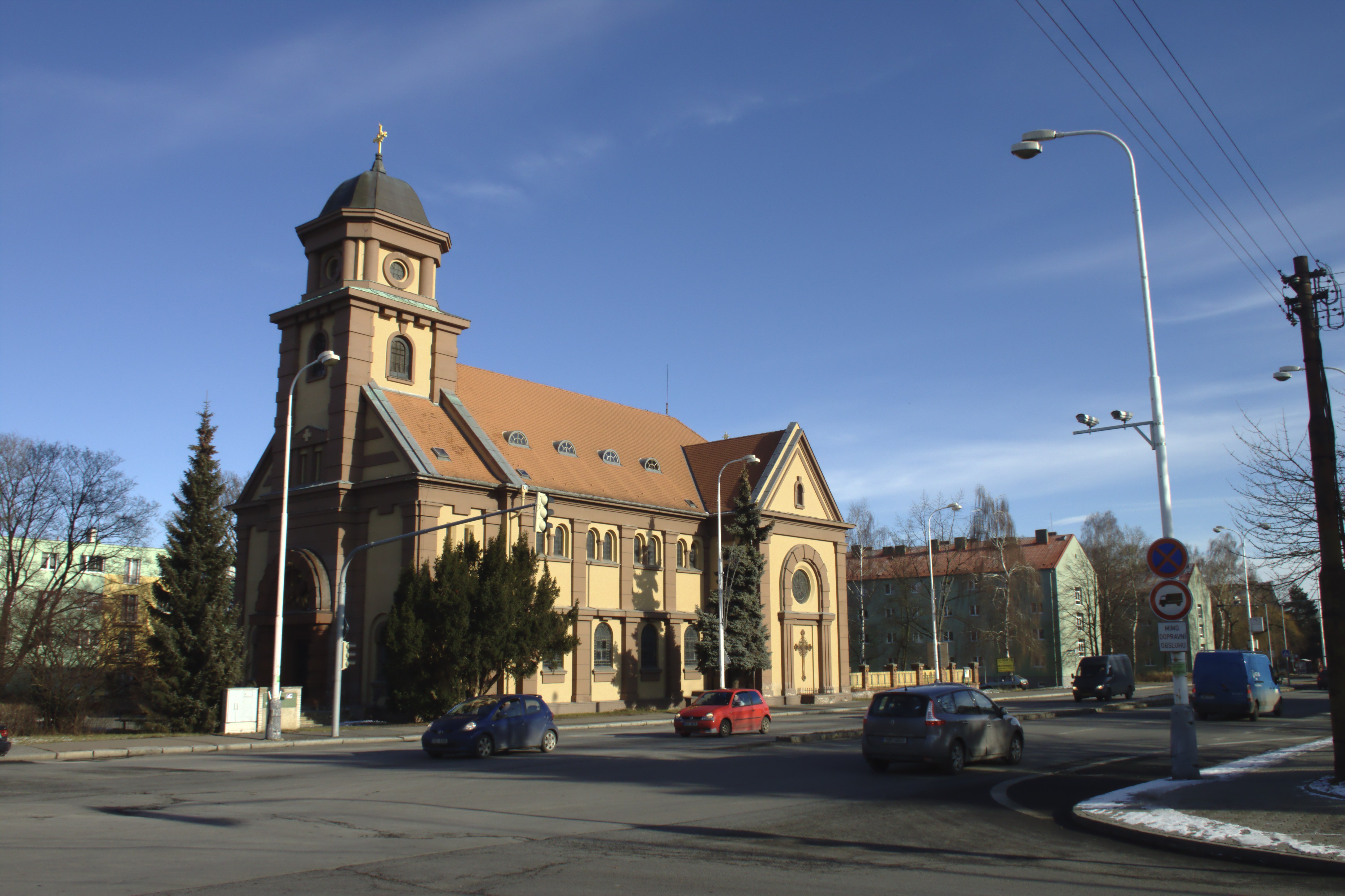
Kostel sv. Václava, Kladno-Rozdělov
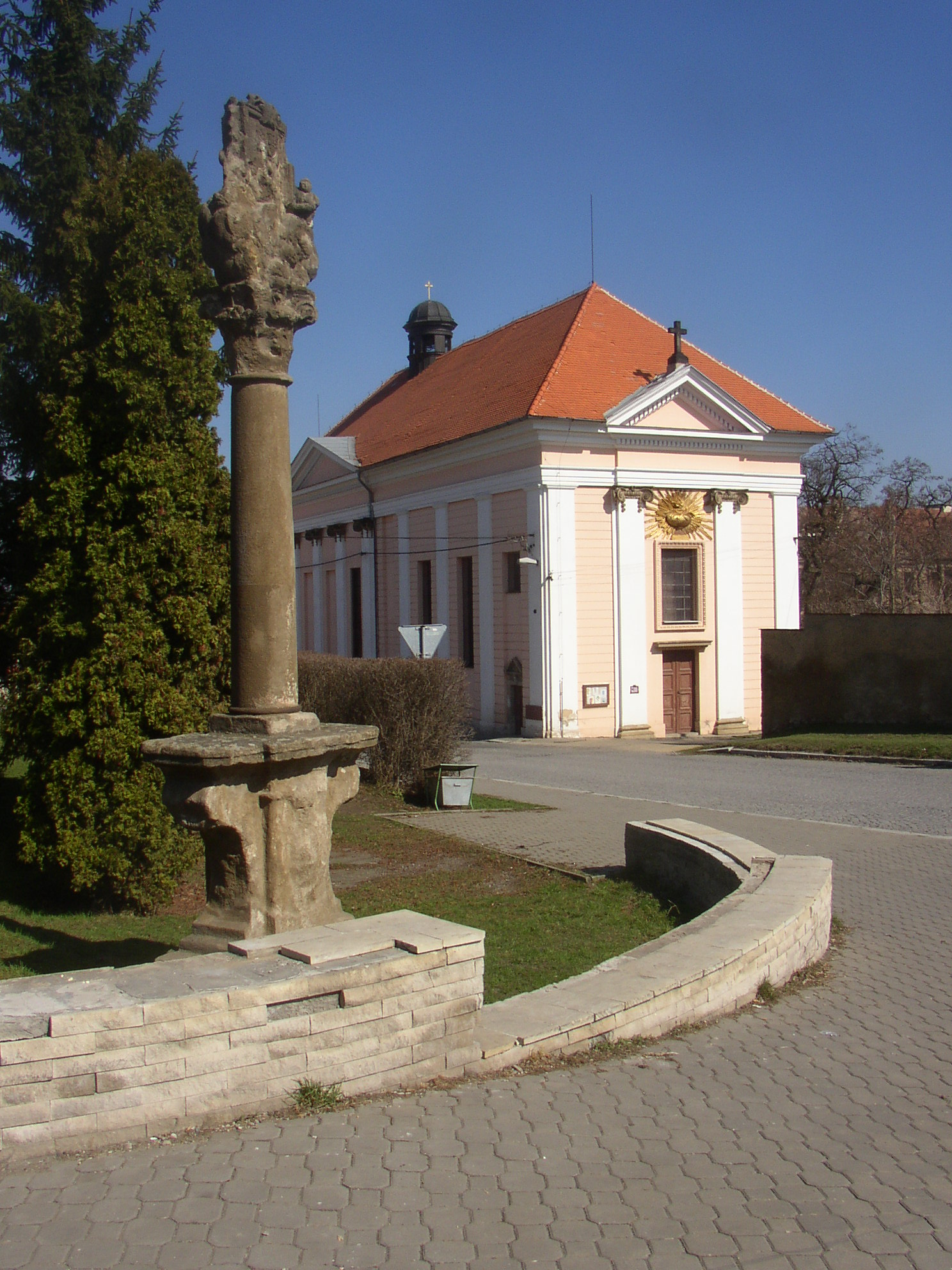
Kostel Povýšení sv. Kříže, Buštěhrad
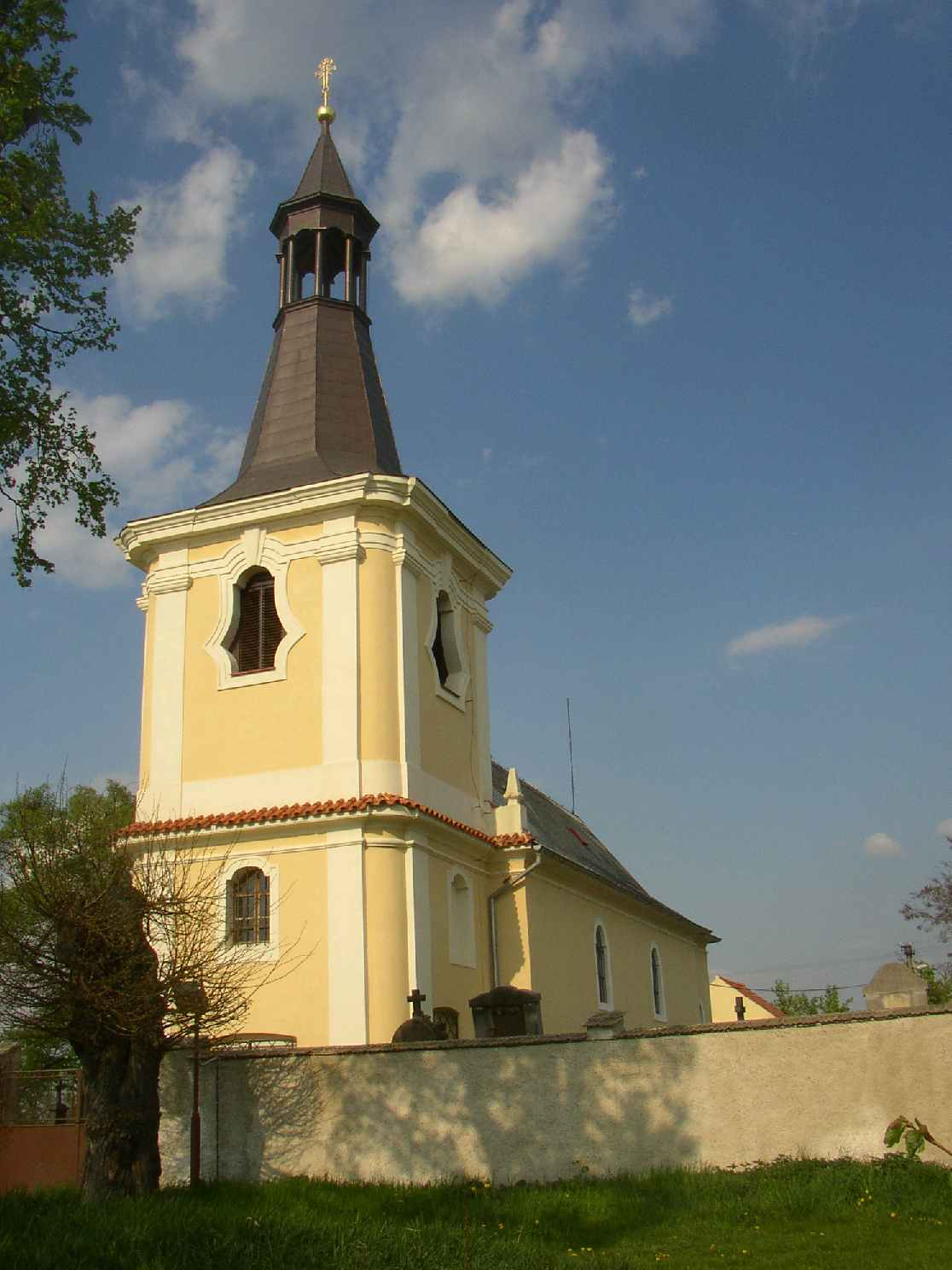
Kostel sv. Václava, Dřetovice
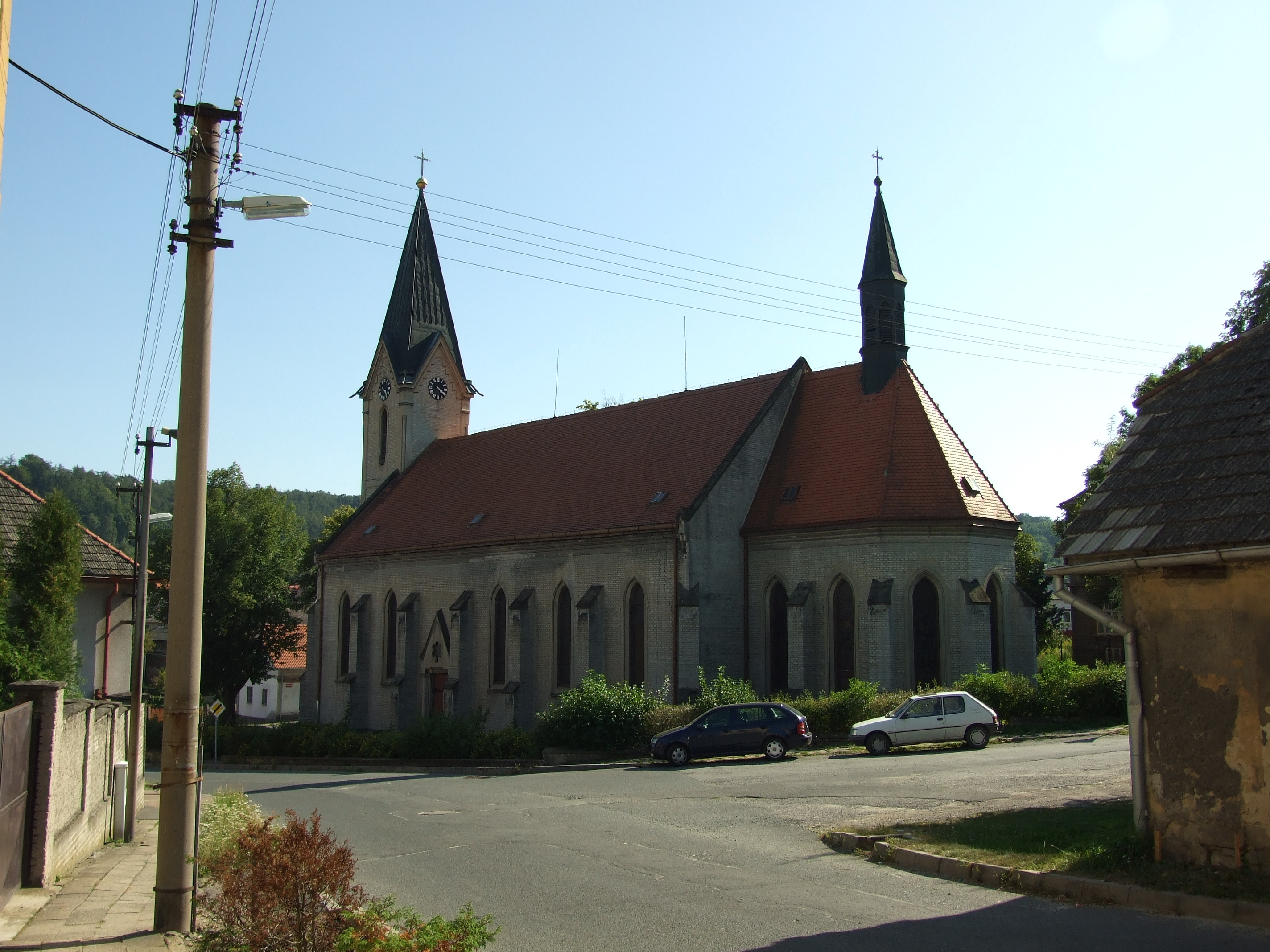
Kostel sv. Prokopa, Libušín
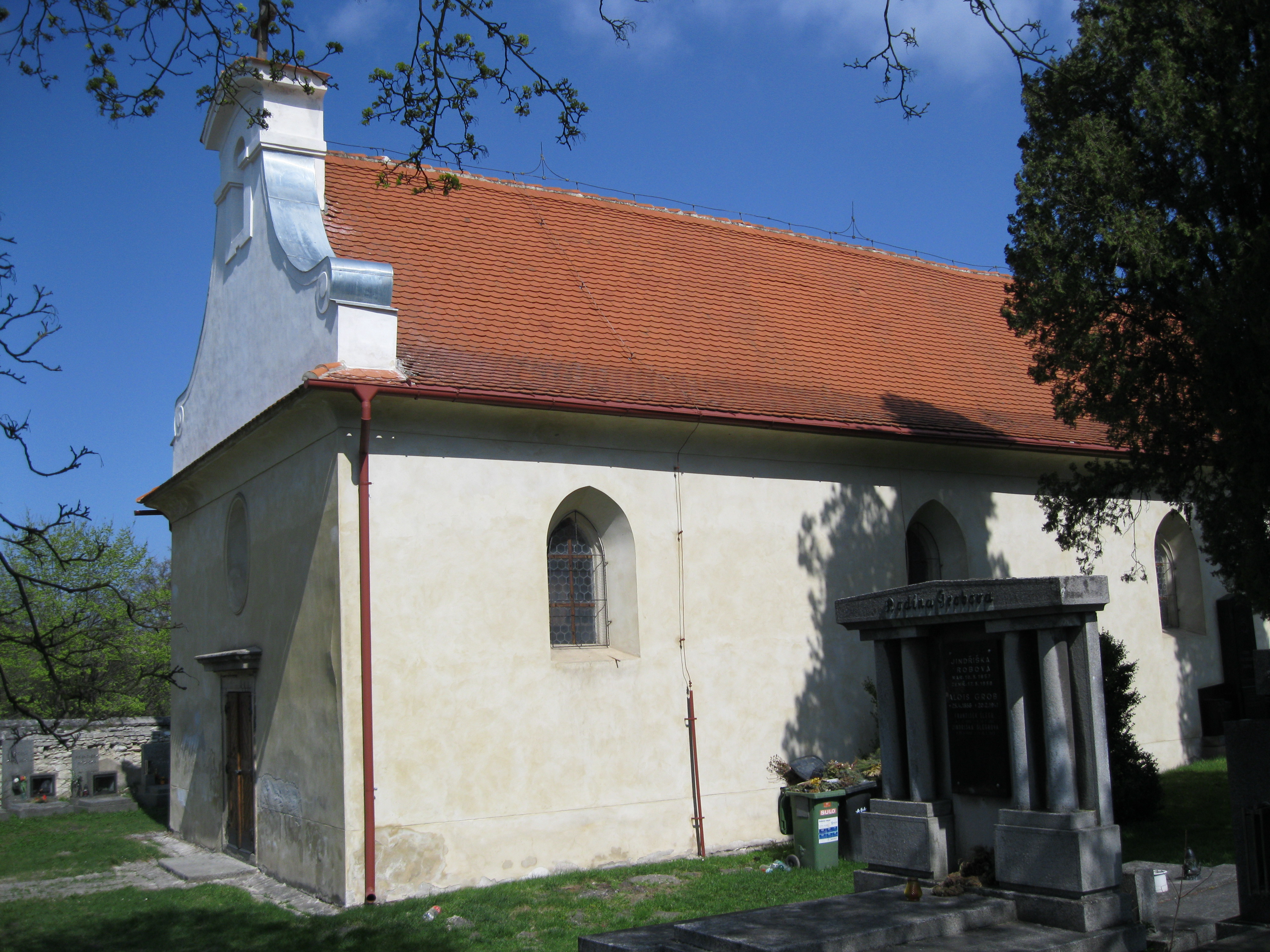
Kostel sv. Jiří, hradiště Libušín

## Osoby ve farnosti
Jaroslav Kučera, farář

Mgr. Jarmil Klanc, jáhenská služba